# Tinkoff (echipă de ciclism)
Tinkoff (codul UCI: TNK) a fost o echipă rusă de ciclism rutier înregistrată în Rusia și anterior Danemarca. A concurat în Turneul Mondial UCI. Echipa a fost deținută de fostul câștigător al Turului Franței Bjarne Riis din 2000 până în 2013 și de bancherul rus Oleg Tinkov din 2013 până când s-a închis în 2016. Ultimul sponsor al echipei a fost Tinkoff Bank.